# Spodnji Jernej
Spodnji Jernej je naselje u slovenskoj Općini Slovenskim Konjicama. Spodnji Jernej se nalazi u pokrajini Štajerskoj i statističkoj regiji Savinjskoj. 

## Stanovništvo
Prema popisu stanovništva iz 2002. godine naselje je imalo 28 stanovnika.